# Batalla de Flores (Valencia)

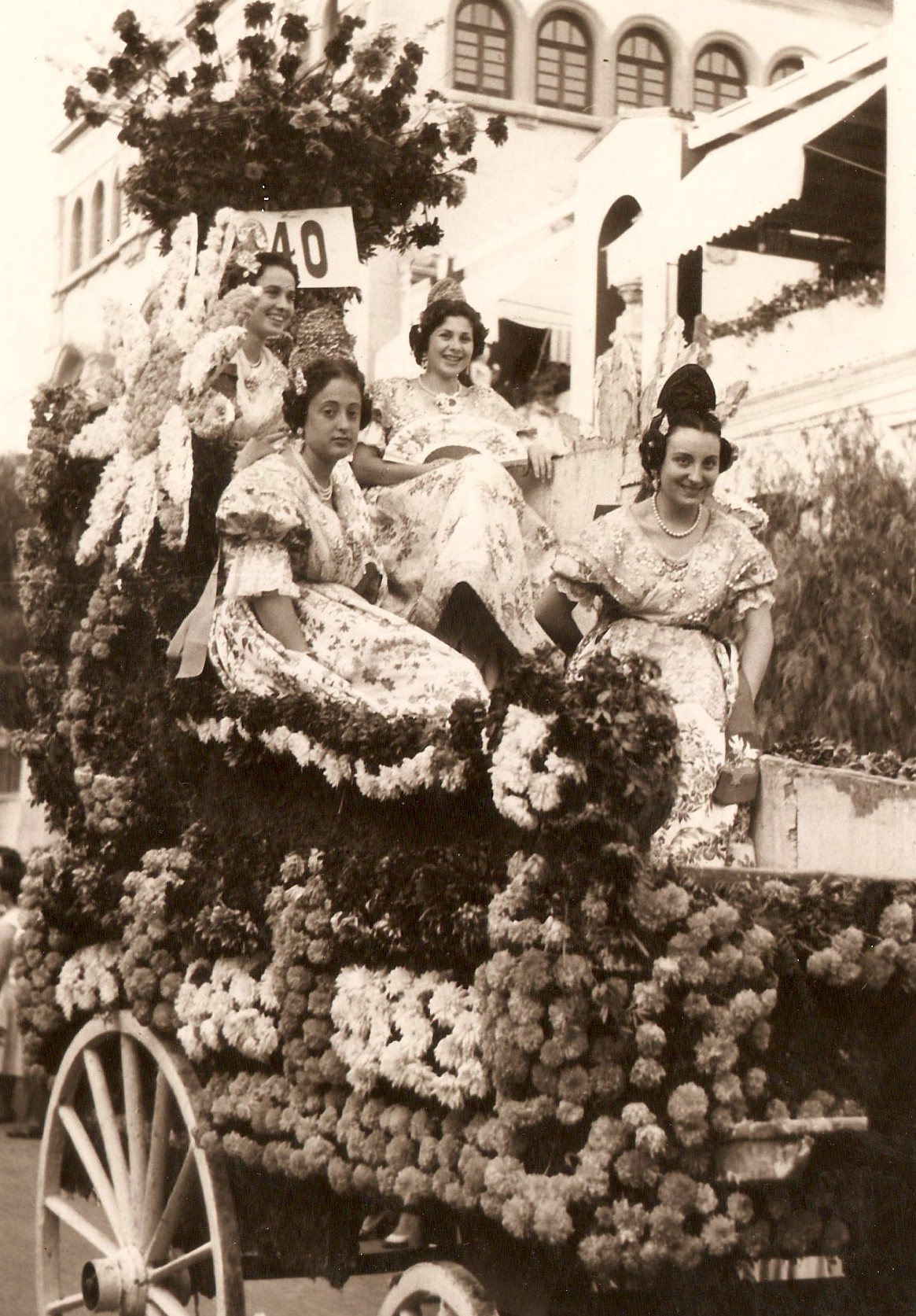
Batalla de las Flores (1955).

La Batalla de Flores de Valencia es un desfile de carrozas sobre las cuales se montan decorados temáticos. Las personas que participan encima, generalmente jóvenes, lanzan al público serpentinas, confeti y flores. El espectáculo es uno de los más valorados de la Gran Feria de Julio de la ciudad de Valencia.

## Orígenes
Fue Pasqual Frígola Ahís Xacmar i Beltrán, barón de Cortes de Pallàs y presidente de Lo Rat Penat, quién incorporó la Batalla de Flores a los actos de la Feria de Julio en 1891, siendo el desfile de carrozas con batalla floral más antigua de España. La idea está basada en la batalla floral de Carnaval de Niza.
En un principio, participaban carrozas engalanadas con flores que, el último domingo de julio, hacia la tarde, recorrían un tramo del Paseo de la Alameda. Las carrozas hacían un primera vuelta al circuito ante el jurado que, al acabar, premiaba la más bella. Durante la segunda vuelta, los participantes lanzaban al público serpentinas, confeti y flores (claveles), y este respondía a su vez, entregándose así una batalla pacífica y festiva, llena de aromas y de color.
En sus orígenes, tan solo tomaba parte la burguesía valenciana, que mostraba la posición social a través del valor de los carruajes y de los caballos, de la belleza de las ornamentaciones florales y de la riqueza de los vestidos. Con el tiempo, la Batalla de Flores se popularizó y aconteció uno de los actos más emblemáticos de la Gran Feria de Valencia.

## La Batalla de Flores en la actualidad

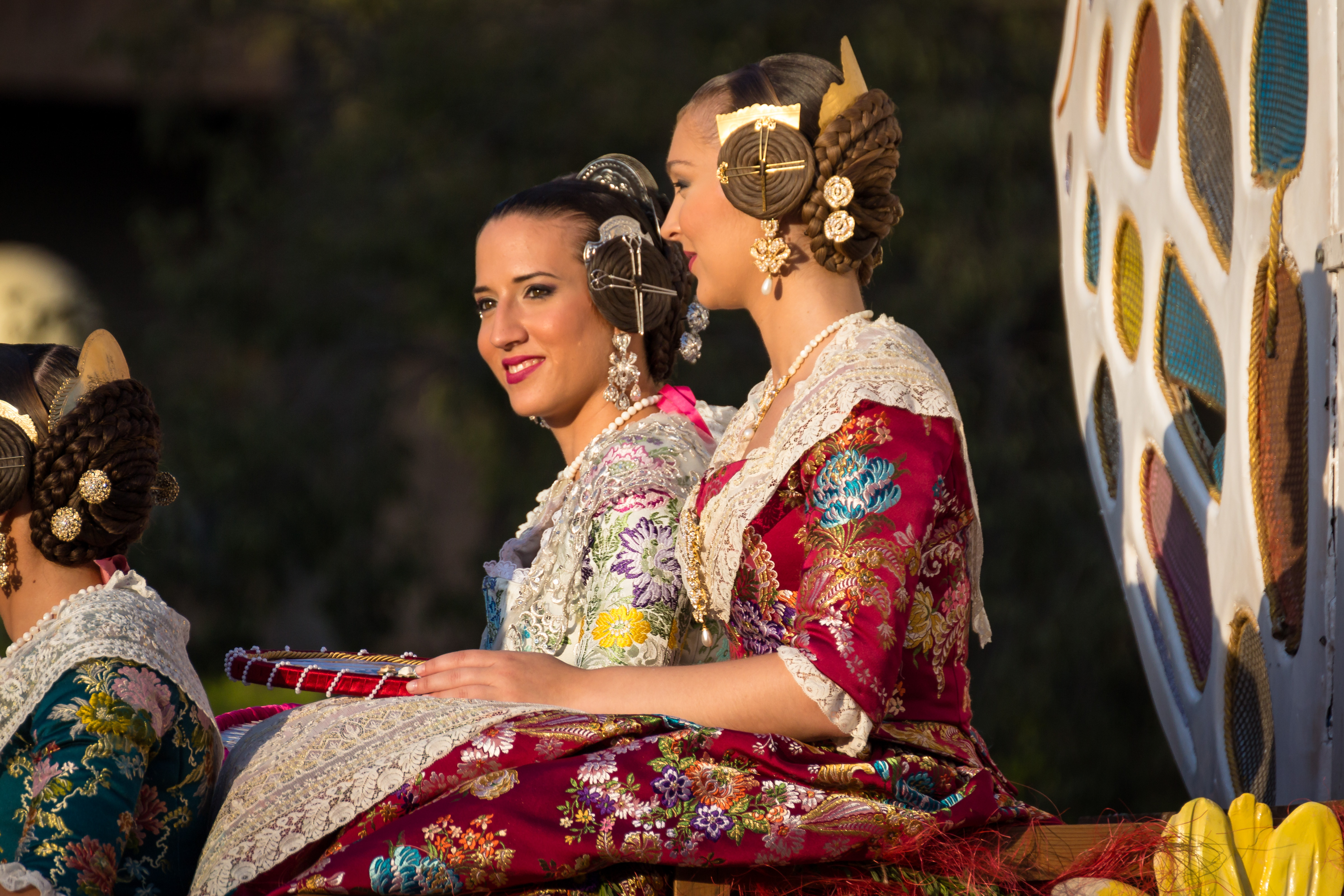
Batalla de Flores

A lo largo del siglo XX, las carrozas fueron sustituidas por plataformas (siempre arrastradas por caballos) sobre las cuales se montan escenarios alegóricos; pero el resto del ritual sigue igual. Además, también se añadieron los «gropes», caballos muy ataviados que traen encima una pareja, hombre y mujer, con los vestidos de gala de los labriegos de la Huerta de Valencia.
Actualmente, el premio a la carroza mejor decorada recibe el nombre de «Premio Barón Cortes de Pallàs» en honor del creador de este acto.